# Unterbleichen
Unterbleichen ist ein Gemeindeteil von Deisenhausen im schwäbischen Landkreis Günzburg in Bayern. Im Zuge der Gebietsreform in Bayern wurde Unterbleichen zum  1. Januar 1977 zur Einheitsgemeinde Deisenhausen eingemeindet. Der Ort hatte am 31. Dezember 2008 308 Einwohner.
Das Pfarrdorf ist über die Bundesstraße 16 zu erreichen.

## Geschichte
Seit der Mitte des 13. Jahrhunderts ist ein Rittergeschlecht derer von Bleichen überliefert, das in der zweiten Hälfte des 14. Jahrhunderts ausstarb. Im Jahr 1391 schenkten die Herren von Ellerbach den Ort Bleichen dem Kloster Wettenhausen. Im 16. Jahrhundert kam die Grundherrschaft an die Deutschordenskommende Altshausen. 

## Sehenswürdigkeiten

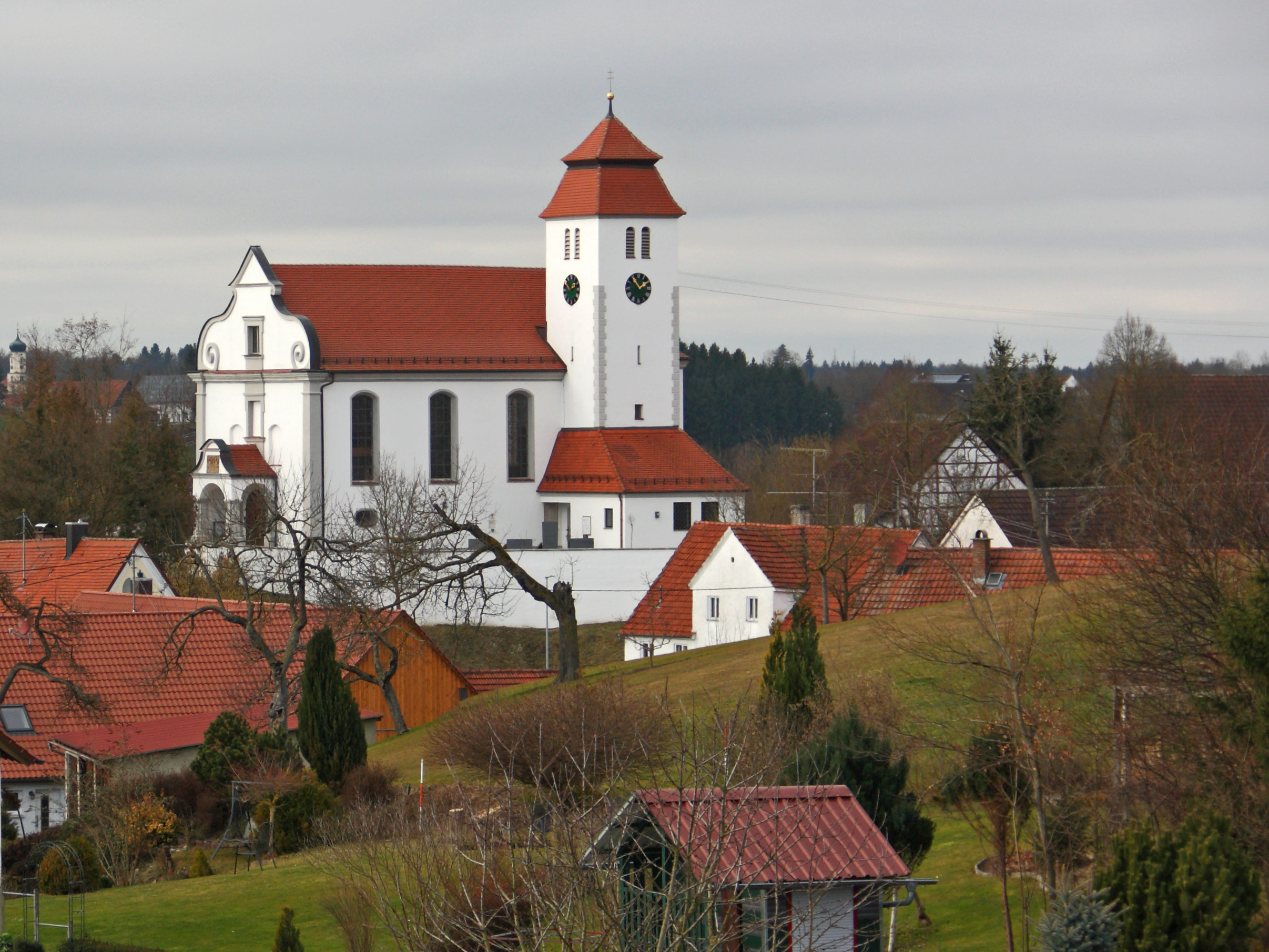
Pfarrkirche Mariä Himmelfahrt

- Katholische Pfarrkirche Mariä Himmelfahrt, erbaut 1712/13